# Hurja (torpedbåt, 1917)
Hurja (tidigare MTV 2 i finländsk tjänst och MAS 221 i italiensk tjänst) var en finländsk motortorpedbåt av M.A.S.-typ som tjänstgjorde under det andra världskriget.
På grund av att fartyget hade en tendens att gräva ner sin nos i vattnet vid högre farter, kallades de skämtsamt för "fontäner".
Hurja byggdes i av Fratelli Orlando i Livorno år 1917 av Orlandovarvet och köptes av Italien år 1922.
Hurja användes inte mera som torpedbåt efter 1941 och år 1943 överfördes den gamla båten till Ladogasjön där den ännu kunde utföra uppgifter. Efter kriget höggs Hurja upp.